# 1448 en santé et médecine
| Années de la santé et de la médecine : 1445 - 1446 - 1447 - 1448 - 1449 - 1450 - 1451    |
| Décennies de la santé et de la médecine : 1410 - 1420 - 1430 - 1440 - 1450 - 1460 - 1470 |

Cet article présente les faits marquants de l'année 1448 en santé et médecine.

## Événements
- Fondation par la municipalité d'Augsbourg, ville libre du Saint-Empire, de deux hospices (Siechenhaüser) placés sous le patronage des saints Sébastien et Wolfgang, et voués à l'assistance des indigents atteints d'infirmité ou de maladie chronique[1].
- Pour faire face à une épidémie de peste, la seigneurie de Florence confie la responsabilité de la prise en charge des malades à la direction de l'hôpital Santa Maria Nuova et lève des fonds pour rémunérer quatre médecins, quatre barbiers et soixante infirmières[2].
- Deux maîtres en médecine sont agrégés à l'université d'Avignon, « où la faculté de médecine n'existait encore que de nom, plus de cent ans après la fondation[3] ».
- À Isle-sous-Ramerupt en Champagne, l'exercice de son métier est interdit à l'accoucheuse Adeline Joffrin, pour avoir baptisé un enfant mort-né[4].
- Aharon de Sacerdotu, de Geraci, obtient la licence en médecine et en pharmacie, seul cas connu au XVe siècle en Sicile où le droit d'exercer la pharmacie est accordé à un médecin, et seul cas également où il l'est à un Juif[5],[6].
- 1448-1449 : fondation par Philippe le Bon à Ath, dans le comté de Hainaut, de l'hôpital de la Madeleine[7], « pour recevoir et panser charitablement les pauvres malades[8] ».

## Naissance
- 1444 ou 1448 : Antonio De Ferrariis (mort en 1517), médecin et humaniste italien, attaché à la cour de Ferdinand Ier à Naples, praticien à Gallipoli dans le Salento, et auteur de nombreux ouvrages dont un traité sur la goutte (De podagra[9]).

## Décès
- Hugo Bentius (né à une date inconnue), professeur de médecine à Ferrare et à Parme, auteur d'un traité sur les Aphorismes d'Hippocrate et les Commentaires de Galien imprimé pour la première fois à Ferrare en 1493, et de divers autres ouvrages, tous imprimés à Venise[10].
- 1445 ou 1448 : Antonius Guainerius (né à une date inconnue), médecin de Padoue, professeur à Pavie, auteur d'ouvrages sur les « fièvres », les « maladies propres aux femmes », les « maladies de la tête[11],[12] ».
- Vers 1447-1448[13] : Giovanni de Concoregio (né vers 1380), professeur de médecine à Milan et Pavie et probablement à Bologne et Florence[14].